# Лео Моракиоли
Лео Моракиоли (на италиански: Leo Moracchioli; Олгор, 10 октомври 1978 г.) е норвежки музикант и продуцент от италиански произход. Мултиинструменталист, той е известен със своите кавъри на популярни песни, които са му спечелили повече от 4 милиона последователи в „Ютюб“.

## Кариера
Базиран в Олтедал, Норвегия, към 2024 г. Моракиоли е записал повече от 400 версии със скорост приблизително една на седмица. Те включват кавъри като Hello от Адел, Sail от Awolnation, Poker Face и Bad Romance от Лейди Гага, Feel Good Inc. от Gorillaz, Chandelier от Sia, Africa от Toto, Redemtion Song от Боб Марли, Old Town Road от Lil Nas X и много други. Неговата версия на Despacito с Луис Фонси се промъква до номер 35 в топ 40 на синглите в Унгария на 10 август 2017 г. Моракиоли заявява, че дори и да прави кавъри, това е достатъчен творчески изход за собственото му докосване до песните. В допълнение към своите метъл кавъри той също направи „акустична“ версия на Duality от метъл групата „Слипнот“, използвайки свирки, тимпани и туба.
Във всяко видео Моракиоли създава аранжиментите и свири на всички инструменти, с изключение на малък брой песни, където някои сътрудници свирят на инструмент; те често изискват поне 50 песни[ неясно? ]. В повечето от неговите видеоклипове се появява само той, въпреки че понякога участват членове на семейството му, както и други музиканти от „Ютюб“.
Бил е на международно турне с групата си Frog Leap. Групата Frog Leap се състои от Лео Моракиоли (вокали, китара), Ерик Торп (бас), Рабеа Масаад (китара) и Трулс Хауген (вокали, барабани). На 3 август 2019 г. те се представят на 30-ия фестивал Wacken Open Air.
Моракиоли е син на баща италианец и майка норвежка.